# 꽃찌: 독이 있는 사랑
"꽃찌: 독이 있는 사랑"(Poisonous love)은 한국에서 제작된 김문옥 감독의 2018년 드라마 영화이다. 박가현 등이 주연으로 출연하였고 김문옥 등이 제작에 참여하였다.

## 출연

### 주연
- 박가현
- 이성훈
- 정인철
- 김국현

### 조연
- 최미교
- 박준철
- 김지니
- 박효근

## 기타
- 원작자: 나분향
- 프로듀서: 장영만
- 제작부장: 장범수
- 제작부: 박준철
- 투자: 장영애
- 조연출: 정태완
- 조연출: 김수만
- 연출부: 안궁
- 연출부: 배경진
- 스크립터: 강은희
- 동시녹음: 정종문
- 사운드슈퍼바이저: 김지협
- 미술: 정인철
- 미술: 박영신
- 무술: 우명덕
- 분장: 김미리
- 분장: 배경진
- 분장: 배소이
- 촬영지원: 이원찬
- 촬영지원: 김대원